# Salar Bonneville

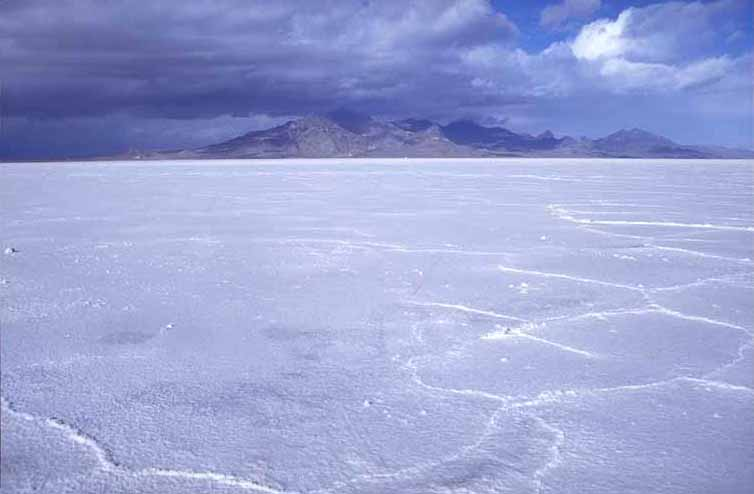

O salar Bonneville é um deserto de sal com cerca de 260 km², localizado ao noroeste de Utá, Estados Unidos.
A região é famosa pelas corridas de alta velocidade com veículos que chegam a ultrapassar os 1000 km/h. Atualmente existem 3 grandes competições realizadas anualmente: a Southern California Timing Association Speed Week (em agosto), a Utah Salt Flats Racing Association World of Speed (em setembro) e a World Finals (em outubro).
Em 2010 o automobilista brasileiro Cacá Bueno foi até o deserto para bater o recorde de velocidade com um carro da categoria principal da Stock Car Brasil, alcançando a marca de 345 km/h.
A vasta amplitude do deserto também o tornou recorrente locação de filmagem, sendo cenário de filmes como Independence Day, Gerry, Pirates of the Caribbean: At World's End, The Tree of Life, The Brown Bunny e Con Air.